# Technirama
Technirama ist ein Filmformat, das von einigen Produktionsgesellschaften als Alternative zu CinemaScope benutzt wurde. Zum ersten Mal wurde es 1957 angewendet, jedoch Mitte der 1960er wieder aufgegeben. Erfunden wurde es von Technicolor als ein anamorphes Format mit demselben Seitenverhältnis wie Cinemascope von 2,35:1 (auf dem Negativ 2,25:1).

## Technik
Technirama nutzte eine im Vergleich zu CinemaScope doppelt so große Filmfläche, was ein schärferes und weniger körniges Bild erlaubte. Dabei wurde ein 35-mm-Film horizontal mit 8 Perforationen pro Bild in den Kameras verwendet, genau wie bei VistaVision. Für Technirama wurden anamorphe Linsen vor dem Objektiv mit einem Faktor von 1,5 benutzt, um das vertikale Bild zu strecken (im Gegensatz zu CinemaScope, bei dem das horizontale Bild gestaucht wird). Um dabei das benötigte breitere Format zu erzielen, mussten Objektive mit kürzerer Brennweite benutzt werden.